# Micheline Bernard (actrice française)
Pour les articles homonymes, voir Micheline Bernard, Bernard et Tournadre.
Micheline Bernard, née Micheline Tournadre le 1er août 1905 à Champredonde, commune de Trémouille, et morte le 17 juillet 1992 à Vigneux-sur-Seine, est une actrice française de théâtre et de cinéma de l'entre-deux-guerres, dont l'activité est connue de 1927 à 1938.

## Biographie
Fille d'un couple de cultivateurs du Cantal, Jacques Tournadre et Michelle Anna Étienne, Marie Louise Micheline Tournadre naît à Champredonde en 1905. 
En 1929, elle épouse à Bougival le journaliste Auguste Audouard, avec pour témoin l'aviateur Dieudonné Costes,. 
Micheline Bernard meurt en 1992 à Vigneux-sur-Seine. 

## Cinéma
- 1931 : L'Amour à l'américaine de Claude Heymann
- 1931 : Ménages ultra-modernes de Serge de Poligny
- 1931 : Les Quatre Jambes de Marc Allégret : la couturière
- 1932 : Pour vivre heureux de Claudio Della Torre
- 1932 : Maquillage de Karl Anton
- 1932 : Cognasse de Louis Mercanton
- 1933 : Topaze de Louis Gasnier : la première dactylo
- 1933 : Du haut en bas de Georg Wilhelm Pabst : Résille
- 1933 : Die Abenteuer des Königs Pausole d'Alexis Granowsky
- 1933 : Les Aventures du roi Pausole d'Alexis Granowsky
- 1933 : La Fusée de Jacques Natanson : Éliane
- 1934 : La Banque Némo de Marguerite Viel : une secrétaire
- 1934 : Le Dernier Milliardaire de René Clair
- 1935 : Le Vertige de Paul Schiller : l'arpète
- 1935 : Parlez-moi d'amour de René Guissart : Georgette

## Théâtre
- 1927 : Un miracle, comédie en quatre actes de Sacha Guitry, au théâtre des Variétés (6 décembre) : une servante
- 1928 : Le Pharmacien, comédie en un acte de Max Maurey, au théâtre du Grand-Guignol (12 janvier)
- 1928 : Topaze, pièce en quatre actes de Marcel Pagnol, au théâtre des Variétés (9 octobre) : la première dactylo
- 1931 : Pile ou Face, pièce en cinq actes de Louis Verneuil, au théâtre des Variétés (11 septembre) : Germaine Courteil
- 1931 : Bluff, pièce en trois actes et un prologue de Georges Delance[5], au théâtre des Variétés (10 décembre) : la jeune fille en rose
- 1932 : Aurélie, comédie en trois actes de Germaine Lefrancq, au théâtre des Variétés (15 novembre) : Angèle
- 1933 : Une poule sur un mur, comédie en trois actes et quatre tableaux de Léopold Marchand, au théâtre des Variétés (mars) : Julie
- 1935 : La Femme coupée en morceaux, comédie-bouffe en deux actes et cinq tableaux d'Yvan Noé, musique de Wal-Berg, au théâtre des Variétés (30 septembre)
- 1938 : Marol, pièce en quatre actes de Jacques Le Bourgeois, au théâtre de Paris (10 mars) : Nicole Dugard.